# Mati Raidma
Mati Raidma (ur. 7 kwietnia 1965 w Iisaku) – estoński polityk i urzędnik państwowy, od 2014 do 2015 minister środowiska.

## Życiorys
Absolwent wyższej szkoły technicznej straży pożarnej w Moskwie (1996), gdzie specjalizował się w zakresie ochrony przeciwpożarowej. Odbył na tej uczelni także studia doktoranckie. Pracował początkowo w straży pożarnej w Parnawie. Od 1992 zawodowo związany z estońskim zarządem ratunkowym (Päästeamet), państwową jednostką organizacyjną odpowiedzialną m.in. za straż pożarną. W latach 2000–2006 kierował tą instytucją.
Zaangażował się w działalność polityczną w ramach Estońskiej Partii Reform. Od 2006 do 2007 był doradcą premiera Andrusa Ansipa. W 2007 i w 2011 uzyskiwał mandat posła do Zgromadzenia Państwowego (Riigikogu XI i XII kadencji). 17 listopada 2014 objął stanowisko ministra środowiska w gabinecie Taaviego Rõivasa.
W wyborach krajowych w 2015 nie uzyskał mandatu, natomiast prawo do jego objęcia otrzymał kilka tygodni później w miejsce jednego z nowo powołanych ministrów. 9 kwietnia tegoż roku odszedł z rządu, powracając do pracy w parlamencie, w którym zasiadał do 2019. Powrócił do Riigikogu w trakcie kolejnej kadencji w 2021 (obejmując mandat w miejsce jednego z ministrów). W 2023 pozostał deputowanym na następną kadencję (uzyskując mandat na jej początku w miejsce jednego z członków rządu).

## Odznaczenia
- Order Krzyża Orła III klasy (1997)[5]